# Padajuća lista
Padajuća lista ili padajući meni je grafički element, sličan kao list box koji omogućava korisniku da izabere jednu vrednost iz liste. Kada je padajuća lista neaktivna, prikazuje se samo jedna vrednost. Kada se aktivira, prikazuje se lista vrednosti, iz koje korisnik moze da izabere jednu. Kada korisnik izabere novu vrednost, lista postaje neaktivna, i prikazuje se ta nova vrednost. Obično se koristi za dizajn korisničkog grafičkog interfejsa, uključujući web dizajn.

## Terminologija
Ovaj tip kontrole se zove „Pop-up menu” na Macintosh platformi. Takođe termin „popup menu” se odnosi na context menus u GUI sistemima. Macintosh takodje ima ideju za pop-down meni. Razlika je, kada je meni zatvoren, „pop-up menu” prikazuje poslednje izabranu stavku, dok „pop-down menu” prikazuje statičan titl. Prema tome, korisćenja su različita — pop-up meni se koristi za biranje jedne stavke sa liste, dok se pop-down meni koristi u slučaju da treba izabrati vise stavki.

## Alati za stvaranje padajuće liste
- Drop Down Menu Generator
- CSS MenuMaker
- Drop Down Menu Builder
- UvumiTools Dropdown Menu
- CSS3 Menu
- Drop Down Flash Menu
- Create a Drop Down List in Excel